# Phlegmariurus capellae
Phlegmariurus capellae är en lummerväxtart som först beskrevs av Wilhelm Guillermo Gustav o Franz Francis Herter, och fick sitt nu gällande namn av B. Øllg. Phlegmariurus capellae ingår i släktet Phlegmariurus och familjen lummerväxter. Inga underarter finns listade i Catalogue of Life.